# Dactylopsila trivirgata
L'opossum striato grande (Dactylopsila trivirgata Gray, 1858) è un marsupiale arboricolo della famiglia dei Petauridi.

## Descrizione
D. trivirgata è un opossum di medie dimensioni (lunghezza testa-tronco 256–270 mm e 246-569 g di peso) che presenta una particolare colorazione bianca e nera. Il ruvido manto è caratterizzato da 3 strisce nere longitudinali variabili. La striscia mediana va dalla fronte all'estremità della coda, mentre le strisce dorsali partono dal muso, attraversano occhi e orecchie, e si spingono fino al posteriore. Rami che si dipartono dalle strisce laterali continuano verso il basso lungo il lato esterno di ogni arto. Il manto degli esemplari giovani e dei sub-adulti mostra un netto contrasto tra i disegni bianchi e quelli neri. Quello degli adulti, invece, mostra una transizione più graduale tra le zone bianche e nere, e le aree bianche divengono sempre più grigie con l'età. La caratteristica coda cespugliosa è notevolmente più lunga del corpo ed è generalmente più scura sul lato superiore, mentre l'estremità può essere bianca o nera.
L'opossum striato grande presenta alcune caratteristiche morfologiche uniche. Possiede una lingua e il quarto dito delle zampe anteriori molto lunghi, lunghi incisivi, e una calotta cranica arrotondata. Il quarto dito ha una lunghezza quasi doppia rispetto a quella delle altre dita, e gli incisivi inferiori sporgenti delle specie del genere Dactylopsila sono i più lunghi dell'intero sottordine dei Falangeriformi relativamente alle dimensioni corporee. Inoltre, i primi incisivi superiori si protendono in avanti. Tutte queste caratteristiche sono probabilmente correlate alle abitudini alimentari. La calotta cranica rotonda consente a D. trivirgata di avere il cervello più grande in rapporto al corpo di qualsiasi altro marsupiale.

## Biologia

### Comportamento
D. trivirgata è un insettivoro notturno e arboricolo. È attivo per lo più tra le 21:00 e le 05:50, e ogni notte può trascorrere fino a 9 ore alla ricerca di cibo. Si alimenta su alberi di qualsiasi dimensione, dal diametro del tronco variabile tra 10 e 110 cm. D. trivirgata cerca il cibo su alberi in piena salute, alberi secchi o abbattuti al suolo, e su tronchi marcescenti. La specie si alimenta soprattutto nel fitto della foresta, ma talvolta è stata vista mangiare anche sui terreni aperti adiacenti, fino a 400 m di distanza dal limitare degli alberi. Si spinge in cerca di cibo fin sulla volta della foresta, fino a 33 m di altezza. Mentre si alimenta o va in cerca di cibo, l'opossum striato si sposta rapidamente attraverso la volta saltando da un albero all'altro, coprendo anche lunghe distanze e atterrando con precisione. Procede con un'andatura flessuosa caratteristica, in quanto sembra avanzare «pagaiando» con gli arti. Mentre mangia, fa molto rumore, poiché smuove le foglie, graffia e sbuffa. Quando smette di mangiare, lascia cadere molti detriti sul suolo della foresta e il forte rumore che emette mentre mastica e aspira è stato notato da vari ricercatori.
I maschi adulti sono generalmente solitari, tranne che nella stagione degli amori. I maschi non condividono con nessuno il proprio riparo. Esemplari giovani e femmine spesso sono stati visti occupare insieme la stessa tana. Durante il giorno D. trivirgata dorme in un nido di foglie secche costruito nella cavità di un albero o su un tappeto di epifite. Sia i maschi che le femmine utilizzano un certo numero di nidi, sparsi attraverso tutto il loro territorio. Essi sono sempre situati su alberi dal diametro del tronco superiore ai 30 cm. Una specie sulla quale è frequente rinvenire nidi di questo animale è Cordia dichotoma.

### Alimentazione

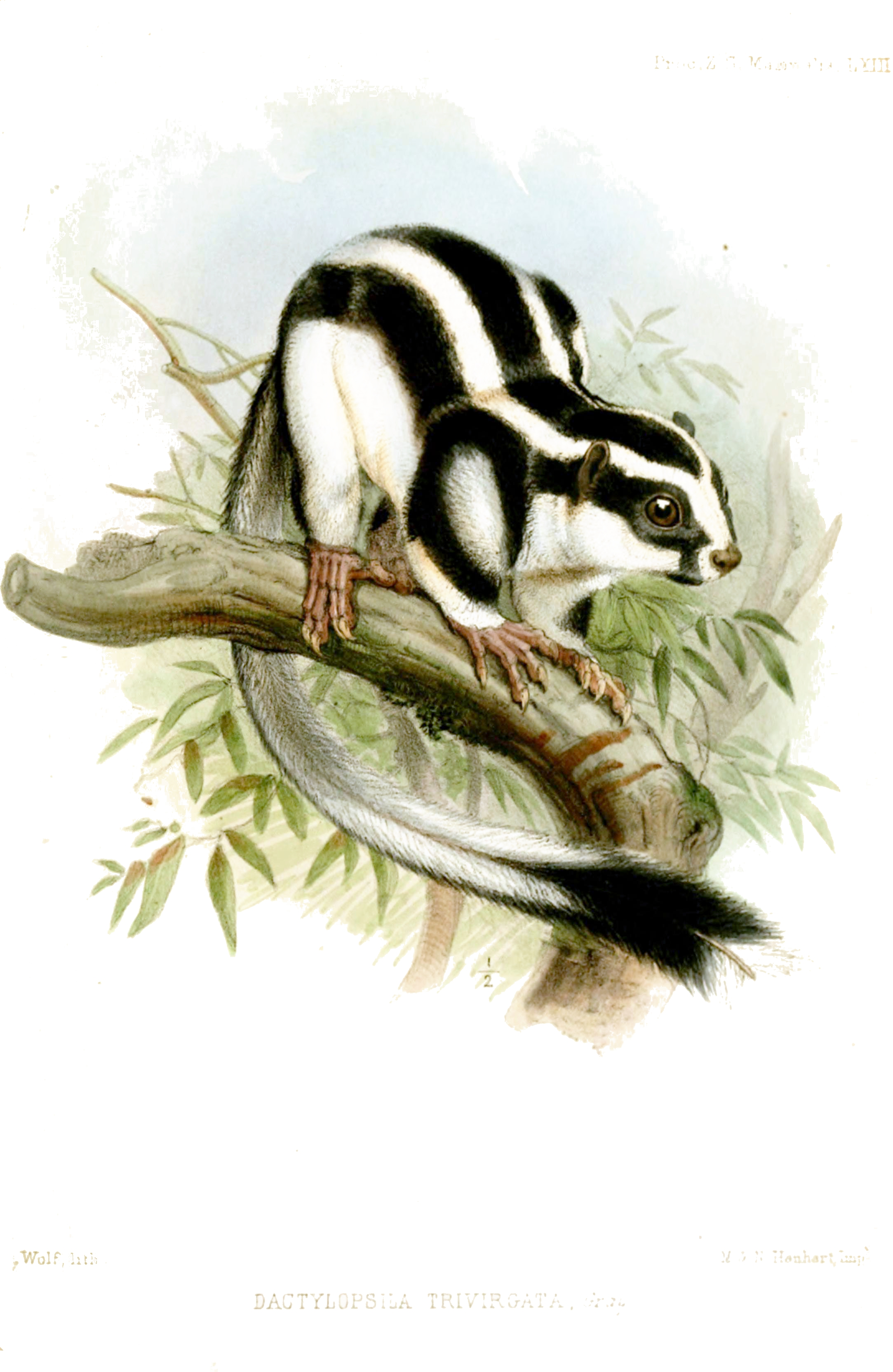

D. trivirgata è un insettivoro generalista che si nutre principalmente di insetti sociali, come formiche e termiti, e di larve xilofaghe di coleotteri e falene. Dipende molto più dagli invertebrati di altri membri della famiglia dei Petauridi, come suggerito non solo dalle osservazioni di esemplari in vita e dei contenuti stomacali, ma anche dalla struttura semplice e dalla brevità del tratto digestivo. In particolar modo il cieco, il tratto di intestino dove avviene la fermentazione, è relativamente più breve in D. trivirgata che in Petaurus breviceps e in Gymnobelideus leadbeateri.
Gli opossum striati si cibano di insetti appartenenti almeno a 8 ordini, compresi Coleotteri, Imenotteri, Lepidotteri, Isotteri, Blattoidei, Ortotteri, Emitteri e Ditteri. Gli insetti che costituiscono la maggior parte della dieta degli opossum striati sono larve di falene e coleotteri, formiche, termiti e grilli. L'elevata frequenza con la quale larve xilofaghe e insetti sociali sono stati rinvenuti nei contenuti stomacali lascia ipotizzare che D. trivirgata miri proprio a nutrirsi di questi alimenti ricchi di energia. Il loro contenuto di grassi, infatti, varia dal 20 al 44%.
Sono molte le insolite caratteristiche che rendono D. trivirgata un insettivoro arboricolo di successo. Utilizza le zampe anteriori per battere rapidamente sul legno per localizzare le larve. Una volta individuati gli insetti, le potenti mascelle e i denti proiettati in avanti consentono all'animale di scavare attraverso la corteccia e il legno di alberi in vita o secchi. Dato che nei contenuti stomacali sono state rinvenute uova di formiche e termiti, sembra che D. trivirgata usi le mascelle anche per frantumare i nidi di questi insetti. L'opossum striato possiede un quarto dito allungato che utilizza per stanare larve xilofaghe dalle loro cavità. Questo dito è estremamente sensibile e alcune osservazioni lasciano ipotizzare che venga usato per distinguere le varie frequenze delle vibrazioni prodotte da vari insetti e larve. Il quarto dito è così sensibile che rappresenta il 10% dell'intera area somestesica primaria (S1) del cervello. Tanto per fare un confronto, nel quoll settentrionale, Dasyurus hallucatus, il quarto dito rappresenta il 4-5% dell'area S1.
Nella dieta degli opossum striati figurano anche polline, nettare, fiori, linfa e frutta. Questi, tuttavia, costituiscono solo una minima parte della dieta totale. Paradossalmente, degli opossum striati in cattività sono stati visti divorare dei piccoli mammiferi.

### Riproduzione
Non sappiamo molto sulle abitudini riproduttive di D. trivirgata. Secondo le osservazioni effettuate sembra che vi siano forti rivalità tra i maschi per il possesso delle femmine. Essi si inseguono a vicenda e quando entrano in stretto contatto emettono rauche vocalizzazioni di minaccia. Durante l'accoppiamento, sia il maschio che la femmina emettono ripetutamente forti richiami gutturali («gar-gair, gar-gair») e intrecciano tra di loro la coda. Sulla base di un'unica osservazione, sembra che l'intera copula duri circa dieci minuti.
Sono state condotte poche ricerche sulla biologia riproduttiva di D. trivirgata. Osservazioni di animali che si accoppiavano sono state effettuate tra febbraio e agosto in Australia, e tra gennaio e ottobre in Nuova Guinea. Questo suggerisce la presenza di una stagione degli amori ben delineata. In Australia il picco riproduttivo va da giugno a luglio. Le femmine hanno marsupi ben sviluppati con due mammelle. Partoriscono uno o due piccoli, quasi sempre due. La durata dell'intervallo tra una nascita e la successiva non è noto, né abbiamo informazioni dettagliate sullo sviluppo dei piccoli o sull'età della maturità sessuale. Le femmine sono state viste trasportare sul dorso i propri piccoli anche dopo il loro svezzamento, ma non sappiamo per quanto tempi continuino a farlo.

## Distribuzione e habitat
L'opossum striato grande è diffuso in Australia e Nuova Guinea, comprese alcune isole vicine. In Australia il suo areale è ristretto al Queensland nord-orientale, dalla punto della penisola di Capo York a nord al monte Spec a sud. Malgrado occupi un areale abbastanza limitato, è piuttosto raro. In Nuova Guinea è molto più comune, ed è diffuso in quasi tutta l'isola, sia nelle pianure che sulle colline.
Conduce vita prettamente arboricola e vive quasi esclusivamente nelle foreste pluviali tropicali e nelle zone boschive adiacenti. All'interno del suo habitat, è più facile trovarlo nelle zone ricche di rampicanti o in prossimità di corsi d'acqua o di aree inondate. Certi esemplari sono stati visti anche in foreste di eucalipti e melaleuche più aperte.

## Tassonomia
Attualmente vengono riconosciute quattro sottospecie di opossum striato grande:
- D. t. trivirgata Gray, 1858: Nuova Guinea occidentale, Waigeo, Yapen, Wokam e Kobroor;
- D. t. kataui Matschie, 1916: Nuova Guinea meridionale;
- D. t. melampus Thomas, 1908: Nuova Guinea centrale e orientale;
- D. t. picata Thomas, 1908: penisola di Capo York (Queensland).